# مالاخوو (شهرستان کوسیخینسکی، سرزمین آلتای)
مالاخوو (به لاتین: Malakhovo) یک منطقهٔ مسکونی در روسیه است که در سرزمین آلتای واقع شده‌است.